# Arie Boomsma
Arie Ate Boomsma (Marken, 18 januari 1974) is een Nederlands televisiepresentator, fotomodel, auteur en ondernemer.

## Levensloop

### Jeugd en vroege loopbaan
Boomsma werd geboren als tweede zoon op Marken als tweede zoon van de predikant Pieter Boomsma. Later woonde hij onder andere in Leersum, Stiens en Apeldoorn en, als basketballende student psychologie en communicatie, in de Verenigde Staten. Na terugkomst in Nederland werkte de 1,98 meter lange Boomsma nog enige tijd als fotomodel.
Zijn eerste televisieoptreden was in het Veronica-programma Uhhh... Vergeet je tandenborstel niet! van Rolf Wouters. Hij speelde hier glazenwasser. Na het meespelen in de televisieserie Finals van omroep BNN werkte hij acht maanden als omroeper voor Yorin.
Nadat hij met zijn vader - de predikant Pieter Boomsma - en zijn broer een boekje had geschreven over geloofsvragen, kwam hij ook bij het christelijk volksdeel in beeld.

### Evangelische Omroep
In 2006 presenteerde hij onder meer het programma Een betere buurt bij de Evangelische Omroep en ondersteunde hij actief de promotie van de ChristenUnie voor de Tweede Kamerverkiezingen van november 2006. Vanaf 12 november 2006 presenteerde hij Hotdog tv, een multireligieus praatprogramma. Ook presenteerde Boomsma op 9 juni 2007 de live tv-uitzending van de EO-Jongerendag. Vanaf november 2007 presenteerde hij samen met Henk van Steeg op Radio 2 2 in de foyer. In 2008 en 2009 presenteerde hij voor de Evangelische Omroep het programma 40 dagen zonder seks, waarin hij jongeren stimuleerde om bewust met de voors en tegens van het beoefenen van seksualiteit bezig te zijn. Vanaf 25 augustus 2008 presenteerde hij samen met Tijs van den Brink Dit is de dag, op Radio 1. Begin 2009 presenteerde hij het jongeren-discussieprogramma Ontopic, de opvolger van Hotdog tv.
Naar aanleiding van de verklaring van EO-boegbeeld Andries Knevel dat hij niet langer het creationisme aanhing, ging Boomsma op 5 februari 2009 in het tv-programma De Wereld Draait Door in gesprek met oud-EO-directeur Bert Dorenbos. Dorenbos meende dat Knevel geheel van het geloof afgevallen was, en dat de omroep 'terug naar de basis' moest; Boomsma bestreed dit en verdedigde Knevels zet om zelf na te denken over het geloof, waarbij Knevel zich aansloot bij een groeiende 'vrijzinnige' stroming binnen de EO. De heren ontkenden dat er zich een schisma binnen de EO voltrok, maar stelden vast dat er sprake was van een 'discussie' tussen de progressieve en conservatieve vleugel.
Op 3 maart 2009 werd Boomsma door de EO voor drie maanden geschorst vanwege een fotoserie in L'Homo, een eenmalig verschenen tijdschrift gemaakt door het tijdschrift LINDA. Hierin is hij schaars gekleed te zien. Daarom presenteerde hij in deze periode de programma's Dit is de dag en ontopic niet. De start van de tweede serie van 40 dagen zonder seks, aanvankelijk gepland voor 17 maart, werd uitgesteld. Boomsma toonde begrip voor de maatregel en zei dat hij de schorsingsperiode zou gebruiken om het vertrouwen van de omroeporganisatie en de achterban in hem te proberen te herstellen.
Per 11 mei 2009 was de schorsing van Boomsma opgeheven en was hij weer op Radio 1 te beluisteren. Vanaf 12 mei 2009 presenteerde hij de tweede serie van het televisieprogramma 40 dagen zonder seks. Ondertussen was hij bezig met een nieuw programma dat Loopt een man over het water... zou gaan heten. Uiteindelijk besloot de EO-directie op 3 augustus 2009 dat het niet zou worden uitgezonden vanwege negatieve reacties van de achterban. Naar aanleiding van deze gebeurtenissen liet Boomsma weten zich te bezinnen op zijn positie binnen de EO.

### KRO
Boomsma verliet de EO op 1 oktober 2009. Partijen zouden wegens meningsverschillen geen verdere mogelijkheden voor een vruchtbare samenwerking zien. Boomsma maakte in het praatprogramma De Wereld Draait Door bekend geen ruzie te hebben met de EO, maar dat hij zich verder wil ontwikkelen en maatschappelijk betrokken wil blijven.
In oktober 2009 begon hij bij de KRO aan een aantal actualiteiten- en maatschappelijke programma's. Zo presenteerde hij het tv-programma In de schaduw van het nieuws en tot juni 2010 de vrijdageditie van het ontbijtprogramma Goedemorgen Nederland. Tevens deed hij een aantal gastoptredens bij 't Spaanse Schaep.
In januari 2011 kwam Boomsma met vijf afleveringen van KRO's Uit de Kast, waarvan op 26 mei 2010 een kick-off was uitgezonden. In het programma worden homoseksuele jongeren gevolgd in hun coming out. In augustus 2011 presenteerde Boomsma samen met Claudia de Breij het programma Flikker op, een special over homoseksualteit. Daarnaast verscheen zijn programma Over de streep waarin Boomsma verschillende middelbare scholen bezoekt en leerlingen onderling begrip krijgen en verschillen respecteren.
Vanaf september 2011 is Boomsma medepresentator van het wekelijkse televisieprogramma Debat op 2, een journalistiek discussieprogramma van de NCRV en de KRO. Een voorafschaduwing daarvan was het tv-discussieprogramma In de schaduw van het nieuws, dat door de KRO in februari 2011 werd uitgezonden. In 2013 maakte hij een programma over mensen die stotteren getiteld Sprakeloos. Vanaf 7 januari 2014 kwam Boomsma met een nieuw tv-programma; in Hij is een Zij volgde hij vijf transgenders in hun verandering van geslacht.

### Net5
In januari 2016 stapte Boomsma over naar Net5. Het eerste programma voor deze zender was The Island. Later heeft hij meerdere programma’s gepresenteerd zoals Overwinnaars, Kitchen Impossible en Arie en de Kleine Mensen. Daarnaast bracht Boomsma het programma Grenzeloos Verliefd terug bij de zender en presenteert hij in 2018 de jubileumeditie. Begin 2018 werd bekend dat Boomsma geen exclusief contract meer heeft bij de zender.
Sinds begin 2018 schuift Boomsma regelmatig aan bij RTL Boulevard. Daarnaast zit Boomsma in het RTL 4-programma RTL Gezondheidstest.

## Roman
Eind oktober 2011 verscheen Boomsma's debuutroman Relishow, over een gevierde evangelist die als een artiest naar buiten treedt, volle (kerk)zalen trekt en 'de liefde van Jezus' graag met vrouwen deelt, voornamelijk in fysieke zin.

## Lifestyle
Naast zijn werk als presentator ontwikkelt Boomsma activiteiten op het gebied van fitness en lifestyle. Daarbij maakt hij reclame voor verschillende bedrijven.
In 2015 opende Boomsma een sportschool aan de Overtoom in Amsterdam, Vondelgym. In 2016 kwam er een tweede vestiging bij. Hij heeft diverse boeken uitgegeven over sporten en levensstijl. Zoals 'Volhard', 'Trainen voor het Leven', 'Fit: In kleine stappen naar een gezonder leven' en '50 Gezonde Routines'. Ook heeft hij zijn eigen proteïne-merk BOOM
Sinds april 2021 maakt Boomsma de podcast Over Routines. Hij spreekt wekelijks met een gast over thema's zoals gezondheid, lifestyle en routines. Boomsma is daarbij tevens betaald "ambassadeur" van een leverancier van voedingssupplementen.

## Privé
Boomsma is getrouwd en heeft drie kinderen.

## Onderscheiding
Op 9 maart 2017 ontving Boomsma de Jillis Bruggeman Penning van de gemeente Schiedam omdat hij zich 'trendsettend en taboedoorbrekend heeft ingezet voor – met name – jonge lesbiennes, homoseksuelen, biseksuelen en transgenders (lhbt ’s)'. Ook noemde de gemeente hem 'de eerste die het transgender-aspect respectvol zichtbaar en bespreekbaar heeft gemaakt voor álle Nederlanders'.

### Bestseller 60
| Boeken met noteringen in de Nederlandse Bestseller 60 | Jaar van verschijnen | Datum van binnenkomst | Hoogste positie | Aantal weken | Opmerkingen                         |
| ----------------------------------------------------- | -------------------- | --------------------- | --------------- | ------------ | ----------------------------------- |
| De man en zijn lichaam                                | 2010                 | 21-04-2010            | 20              | 2            | in samenwerking met Stephan Sanders |
| Met dat hoofd gebeurt nog eens wat                    | 2011                 | 20-04-2011            | 23              | 2            |                                     |
| Troost                                                | 2014                 | 15-01-2014            | 4               | 5            |                                     |
| Van Bach tot Bernstein                                | 2014                 | 04-05-2016            | 47              | 1            | in samenwerking met Thierry Baudet  |
| Beweeg!                                               | 2016                 | 11-05-2016            | 47              | 1            |                                     |
| Fit                                                   | 2018                 | 23-05-2018            | 19              | 3            |                                     |
| 10.000 stappenboek                                    | 2021                 | 21-04-2021            | 53              | 1            |                                     |
| Gezonde routines                                      | 2023                 | 17-01-2024            | 8               | 4            |                                     |

- Gemeinsame Normdatei: 1011884380
- International Standard Name Identifier: 0000 0001 1962 5324
- Library of Congress Control Number: n2011068473
- Nederlandse Thesaurus van Auteursnamen: 290818346
- Virtual International Authority File: 170557929
- WorldCat: E39PBJjdbyGCBVDjY8brtVhJXd